# Friedenstraßenschule (Böckingen)

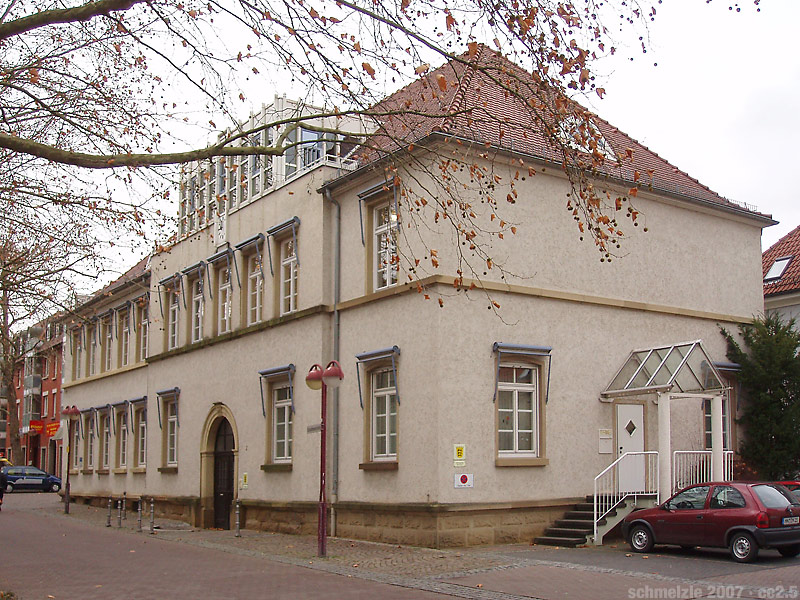
Die ehemalige Friedenstraßenschule („Altes Rathaus“) in Böckingen

Das Gebäude der Friedenstraßenschule (auch bekannt als „Altes Rathaus“) in der Schuchmannstraße 2 in Böckingen wurde 1878 als Schulhaus errichtet. Nachdem Böckingen 1919 das Stadtrecht erhalten hatte, wurde das Schulhaus 1925/26 zum Rathaus umgebaut und war danach Sitz der Böckinger Stadtverwaltung bis zur Eingemeindung nach Heilbronn 1933. Das Gebäude wurde im Zweiten Weltkrieg schwer beschädigt und nach dem Krieg provisorisch wieder aufgebaut. In den 1980er Jahren erhielt es seine heutige Gestalt. Heute befinden sich darin u. a. ein Polizeiposten und Vereinsräume.

## Geschichte

### Bau als Schule 1878
Im 19. Jahrhundert befanden sich Schule und Rathaus in Böckingen in einem Gebäude an der Ecke Rathausgasse/Heilbronner Straße (heute: Rathausstraße/Stedinger Straße). In der Mitte des 19. Jahrhunderts wuchs die Bevölkerung in Böckingen durch den Zuzug von Auswärtigen stark an, so dass die Schulräume im Alten Rathaus nicht mehr genügten. Daraufhin wurde das dreigeschossige Gebäude mit sechs Klassenzimmern an der Ecke Friedensstraße/Schuchmannstraße 1878 auf einen Gemeinderatsbeschluss unter Schultheiß und Ratsschreiber Christian Friedrich Bartenbach hin als Friedenstraßenschule erbaut. Die Schule wurde am 25. Mai 1878 mit einem feierlichen Festakt eingeweiht, wobei die Schulkinder am Festtag eine Brezel und die Bauarbeiter eine Mark als Geschenk bekamen. Die Baukosten beliefen sich auf 82.393 Mark. 1879 wurden in der Friedenstraßenschule 469 Schüler in fünf Klassen betreut. Bis 1887 wuchs die Schülerzahl in der Friedenstraßenschule auf 702 und 1899 auf 913, wobei diese in sieben Klassen unterrichtet wurden. Seit 1884 war man aus Platznot mit manchen Klassen wieder in das Rathaus des Ortes ausgewichen. Nach dem Bau der Weststraßenschule 1899/1900 verblieben in der Friedenstraßenschule fast nur Mädchenklassen (die Klassen 3–7), während in der Weststraße überwiegend Knaben sowie die Mädchenklassen 1 und 2 unterrichtet wurden. Aus dieser Zeit stammt der Begriff Mädchenschule für das Gebäude. 

### Umbau zum Rathaus 1925/26
Durch den weiteren Bevölkerungsanstieg in Böckingen in der Zeit um 1900 und die Verleihung des Stadtrechts 1919 wuchsen auch die Verwaltungsaufgaben, so dass das alte Rathaus bald nicht mehr ausreichte. Da 1912/13 auch noch die Allenschule erbaut worden war und es ausreichend Schulraum gab, bezogen 1919 erste Teile der Verwaltung Räume in der Friedenstraßenschule. Schließlich entschloss man sich, die ganze Verwaltung in die Friedenstraßenschule zu verlegen und das Gebäude zum Rathaus umzubauen. Der Umbau erfolgte 1925/26 unter dem Böckinger Schultheiß Adolf Alter durch Stadtbaurat Karl Tscherning, wobei man berücksichtigte, dass das Gebäude nach einer eventuellen Eingemeindung Böckingens nach Heilbronn wieder als Schule genutzt werden sollte. Die Einweihung als Rathaus fand am 24. April 1926 statt. In dem Gebäude arbeitete die Böckinger Verwaltung bis zur Eingemeindung des Ortes nach Heilbronn im Jahr 1933, zeitweilig war es aber auch noch von zwei Hilfsschulklassen belegt. 
Ein besonderes Schmuckstück in der Zeit als Rathaus war das Portal, in einer Mischung aus Jugendstil und Klassizismus im eklektizistischen Stil, das in einer Kartusche das Böckinger Wappen trug. 
Helmut Schmolz beschreibt ausführlich die architektonischen Details des Portals:

„Neu an dem Gebäude ist unter anderem das Portal [...] Es ist der Nachklang an den Jugendstil, der hier in der Untermischung mit klassizistischen Elementen Verwendung gefunden hat. Zwischen zwei geschmackvoll gearbeiteten, im Oberteil zu Konsolen ausladenden Wandpfeilern, die auf zwei schmalen Deckplatten einen ebenfalls nur schmalen Architrav tragen, dem seinerseits ein gleichseitiger, mehrfach profilierter Dreiecksgiebel aufsitzt, ist das Türgewände eingezwängt: Zwei quadratische Pfeiler tragen über einem wulstigen Kapitell einen gestelzten Portalbogen mit einem schmuckvollen Schlußstein. Ein zwischen diesem Schlußstein und dem Architrav eingefügter Balken trägt die Inschrift: „1925 Rathaus 1926“. 
In dem beidseitig von in Richtung des Jugendstils stark abgewandelten Floravasen begleiteten Giebel ist in einer von pflanzlichen Ornamenten umrankten Kartusche das Böckinger Ortswappen – der steigende Steinbock – dargestellt: Die zweiflügelige Türe besitzt als Oberlicht ein kassettenartig gesproßtes Lünettenfenster: Über den kunstvoll vergitterten Fenstern links und rechts des Portals sind in hochgezogenen Blendbogen eine Wasserjungfer (links) und der Meeresgott Neptun als plastische Figürchen dargestellt.“

### Nutzung nach 1945
Das Gebäude wurde bei den Luftangriffen auf Heilbronn zerstört und nach dem Krieg provisorisch wieder aufgebaut. Im Zuge der Schaffung einer neuen Ortsmitte, die mit dem Bau des nahen Bürgerhauses Böckingen 1973/75 begonnen hatte, erhielt das Gebäude ab Mitte der 1980er Jahre seine heutige Gestalt. Heute befindet sich u. a. der örtliche Polizeiposten darin.
Aufgrund seiner ehemaligen Nutzung als Rathaus und weil es das einzige erhaltene Rathaus in Böckingen ist, ist das Gebäude wie sein Vorgänger in der Stedinger Straße ebenfalls als „altes Rathaus“ bekannt.